# Сардаров, Эдуард Джаганович
Эдуард Джаганович Сардаров (1 августа 1924 — 2007) — советский шахматист, мастер спорта СССР (1959). Переплетчик.
По состоянию на 1963 год представлял город Кировабад и спортивное общество «Нефтяник». Успешно выступает в чемпионатах Азербайджанской ССР (лучшие результаты: в 1950 — 2, 1952 и 1958 — 2—3). Норму мастера выполнил на турнире мастеров и кандидатов в мастера, прошедшем в Баку в 1959 году. Участник полуфиналов 32-го и 33-го чемпионатов СССР, ряда четвертьфиналов чемпионатов СССР. Участник первенства ДСО «Спартак» 1969 года (Сочи).
В составе сборной Азербайджанской ССР четыре раза участвовал в первенствах СССР среди команд союзных республик (1951, 1959, 1960, 1967), а также стал победителем класса «Б» этого турнира в 1958 году.
В 1970-х — 80-х годах, по-видимому, не выступал в турнирах, рейтингуемых ФИДЕ. В поздние годы, по-видимому, жил в Петербурге; участвовал в ряде местных турниров. Предположительно, он же играл в чемпионате Петербурга 1994 года. Его фамилия (под флагом России) появляется в рейтинге ФИДЕ в 1995 году, в 1998 году Сардаров достиг рейтинга ФИДЕ 2230.
Партия Холмов — Сардаров (Рига, 1954, защита Модерн-Бенони, победа чёрных после 20 ходов) вошла в книгу Джона Нанна «Понимание миттельшпиля».